# Куценко, Пётр Иванович
Петр Иванович Куценко — советский хозяйственный, государственный и политический деятель.

## Биография
Родился в 1924 году в селе Верхний Рогачик. Член КПСС.
До 1943 — вальцовщик на Первоуральском металлургическом заводе.
Участник Великой Отечественной войны: помощник командира взвода, командир взвода 9-й воздушно-десантной бригады
В 1945—1950 — офицер Центральной группы войск.
Окончил МИСиС.
В 1955—1975 — помощник мастера, мастер трубопрокатного цеха № 1, секретарь партбюро, начальник цеха № 7, главный инженер Никопольского Южнотрубного завода.
В 1975—1986 — директор Никопольского Южнотрубного завода.
За создание и внедрение комплекса индукционных установок для прессовых линий при производстве труб и сложных профилей из стали и специальных сплавов был в составе коллектива удостоен Государственной премии СССР в области науки и техники 1973 года.
Делегат XXV съезда КПСС.
Лауреат Государственной премии Украинской ССР 1981 года. Лауреат премии Совета Министров СССР.
Умер в 1997 году в Никополе.

## Награды
- Орден Ленина (22.03.1966)
- Орден Октябрьской Революции (10.03.1976)
- Орден Отечественной войны I степени (06.04.1985)
- Орден Трудового Красного Знамени (02.03.1981)